# Antiga església parroquial de Sant Jaume
L'antiga església parroquial de Sant Jaume era un  temple parroquial al centre de Mollerussa, on actualment s'erigeix l'ajuntament. És doncs, part del patrimoni religiós desaparegut de la localitat.

## Història i descripció
Es tractava d'una església d'un gòtic tardà, del segle xvii, caracteritzat pel manteniment de la volta de creueria però amb la inclusió d'elements classicistes com l'accés a les capelles laterals, realitzat ja amb arc de mig punt. A finals del segle xix es va construir un nou retaule major, d'estil neobizantí. També conservava retaules barrocs al seu interior i una pila baptismal amb coberta cònica, tal com es desprèn de les imatges conservades. A l'exterior, la façana era molt austera, tan sols definida per la presència d'un portal d'arc de mig punt amb dovelles. El temple s'amplià a finals del segle xix, i aquest agençament fou beneït el 31 d'octubre de 1897.
Isidre Puig Boada, com arquitecte diocesà, presentà un projecte de construcció de la nova església, prevista en un altre indret (a l'altra banda de l'antiga carretera nacional II) d'on es trobava l'església vella. En l'expedient de reconstrucció l'arquitecte informa d'un acord amb l'Ajuntament de la vila per tal de rectificar el traçat de la carretera que passava entre la Casa consistorial i les restes de l'església parroquial, de manera que l'Ajuntament adquiria el solar i la resta d'edifici de la parròquia, i cedia a aquesta un solar gran i contigu a l'actual casa consistorial. Aquest acord tardà anys, però, en materialitzar-se, i les restes de l'església vella no foren definitivament enrunades fins a l'any 1957, per bé que les obres de l'església nova havien començat l'any 1949 i l'edifici s'inaugurà l'any 1952.
L'autoria del temple és desconeguda.

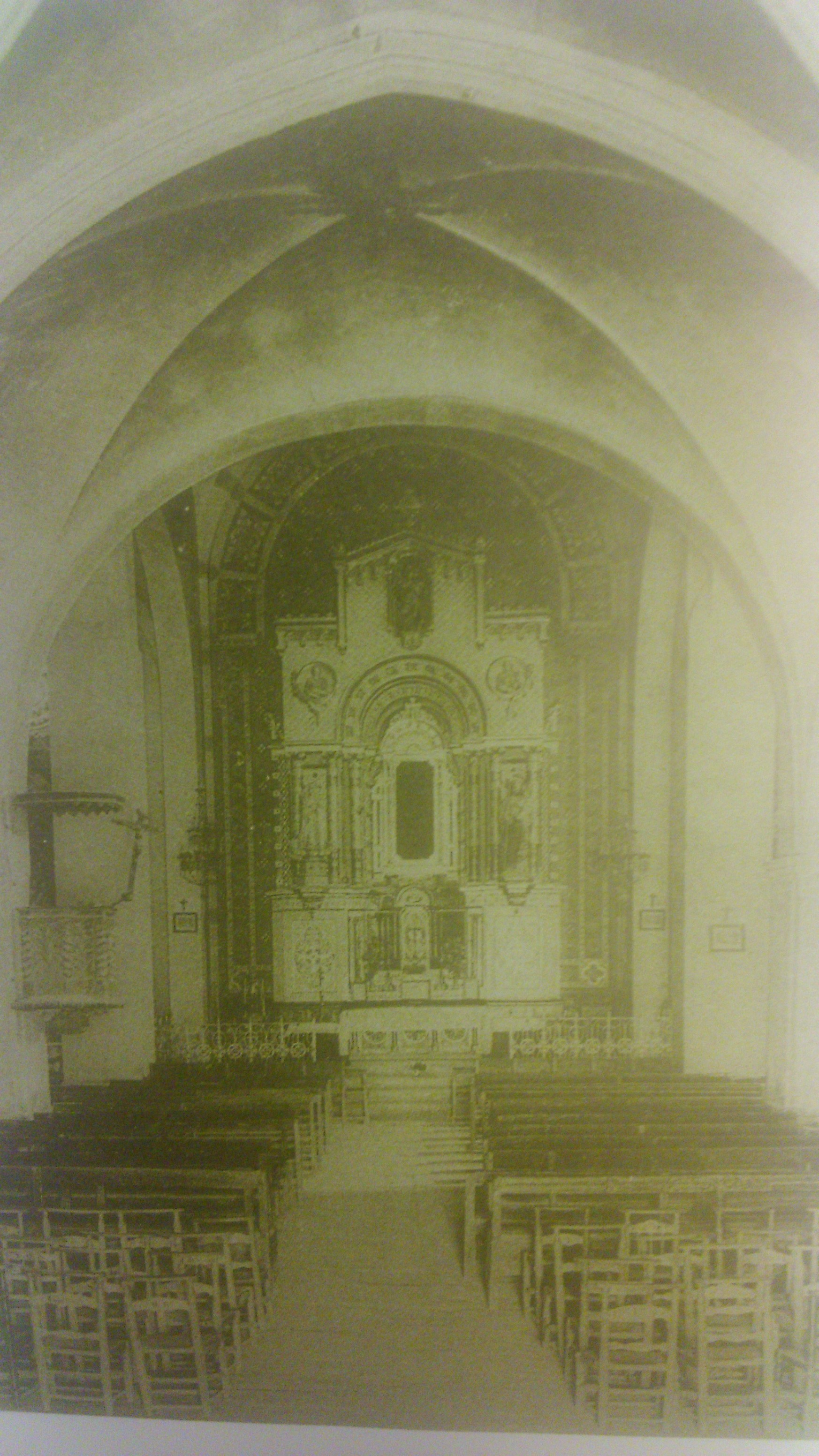
Reproducció de l'altar major de l'església parroquial de Mollerussa en l'època en què es restaurà (1916).

Com a detalls arquitectònics, junt a la porta hi havia elements gòtics que dataven de mitjan segle xv. El campanar, de planta quadrada, fou contractat del 25 de febrer de 1739 a Gabriel Semis per un valor de 350 lliures.

## Destrucció
L'any 1936, la part antiga del temple va ser cremada i enderrocada. La resta de l'edifici que va quedar en peu va continuar fent les funcions religioses des de l'any 1939 fins al 1952, data en què s'inaugurà la nova Església parroquial de Sant Jaume.
L'antiga església parroquial de Mollerussa havia estat ensorrada en la seva major part, amb la finalitat de destinar el solar a plaça pública, i només n'havia quedat dempeus una petita part, sense poder atendre les necessitats de culte de la població. Segons un informe del llavors rector, Ramon Viladrich, de l'any 1941, la part de l'església que havia quedat dempeus havia estat utilitzada com a mercat públic.

## Interior
Abans de l'ampliació del presbiteri, a la nau central del temple s'hi poden veure les cadires de fusta i bova, anomenades també "reclinatoris", de propietat particular amb el nom o bé les inicials dels propietaris gravades en un travesser.

## Benedicció de l'altar major del temple parroquial de Mollerussa
| «                                       | Hizo presente el señor Alcalde que para el lunes de Pascua de Pentecostés, día primero de Junio, el señor Párroco tiene proyectado hacer la fiesta de bendición del Altar Mayor que se está daurando, para cuyo acto tiene invitado el señor Obispo de la Diócesis para que sea más lucida dicha fiesta, pero como carece de recursos desearía que el Municipio le ayudase a sufragar los gastos de la misma, que en este caso podría hacerse también la inauguración de la electricidad y bendición de sus aparatos, si la Compañia lo quisiera. Enterados todos los señores presentes de lo expuesto por el señor Alcalde sin discusión y por unanimidad se acordo que contribuya el municipio con cien pesetas en los gastos de dicha fiesta si acepta la invitación el señor Obispo, que serán satisfechas del Capítulo de Imprevistos del Presupuesto Municipal del actual ejercicio. | » |
| — Acta municipal del 24 de maig de 1903 | |   |

## Plànols i distribució

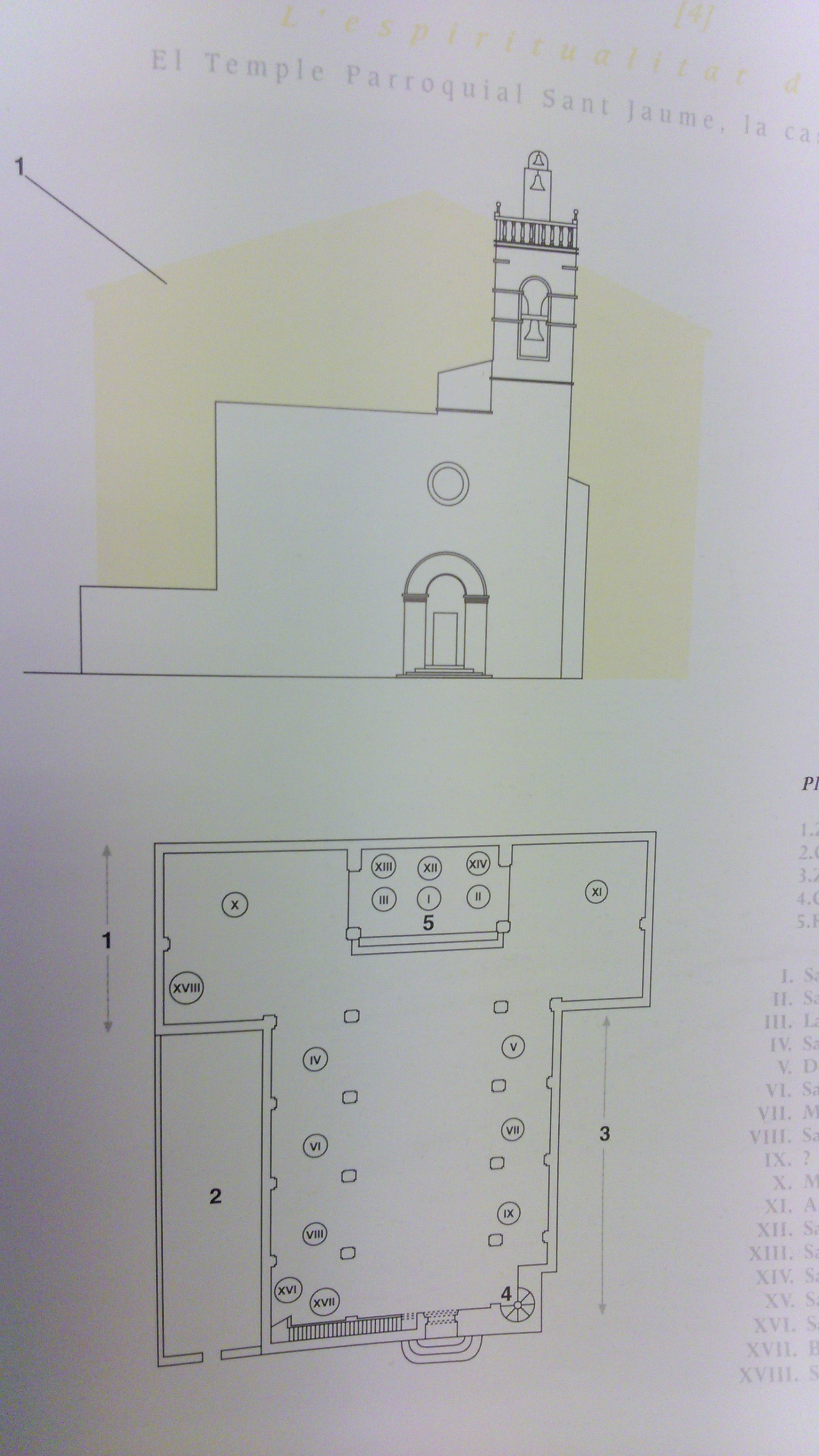

Planta
1. Zona ampliada l'1 de desembre de 1985
2. Cementiri vell
3. Zona destruïda l'any 1936
4. Campanar
5. Retaule[5]